# Стереотипы (мультфильм)
«Стереотипы» — рисованный сюрреалистический мультипликационный фильм 1989 года режиссёра Ефима Гамбурга, снятый по заказу Советского комитета защиты мира. Первый советско-американский мультфильм.

## Сюжет
Мультфильм обыгрывает и высмеивает популярные стереотипы о русских и американцах.

## Саундтрек
В финале мультфильма звучит песня «Who are you? („We’re what we are“)», спетая Александром Градским и Синди Петерс.

## Над фильмом работали
- Продюсеры: Лоурен продакшинс Инк. (США), Советский Комитет мира (СССР)
- Режиссёр — Ефим Гамбург
- Режиссёр-постановщик — Лаурен Тауэрс
- По рассказу Риты Аграчёвой
- Сценаристы: Рита Аграчёва, Пол Саммон, совместно с Джерри Робинсон
- Художники-мультипликаторы: Игорь Макаров, Джерри Робинсон
- Постановка живых съёмок и фотографирование — Барри Самсон
- Художник-постановщик — Игорь Макаров
- Декорации/реквизит — Джейн Боллард
- Роли исполняют: Главный герой (мужчина) — Дэвид Илизей, женщина — Луиза Бейкер
- Голос за кадром — Артём Карапетян
- Основная песня — «Мы такие как есть»
- Композитор — Александр Градский, Павел Овсянников
- Лирическая поэзия: Дмитрия Аграчёва и Синди Петерс
- Музыка аранжирована и исполняется Дэйвом Коллардом
- Музыкальный директор — Тим Гудвин
- Мультипликационное техническое оборудование студии «Союзмультфильм»
- Кинооператор — Александр Чеховский
- Редактор — И. Герасимова
- Помощник директора — Н. Озерская
- Художники: Аркадий Шер, Гелий Аркадьев
- Мультипликаторы: Эльвира Маслова, Наталия Богомолова, Юрий Мещеряков, Галина Зеброва, Марина Восканьянц, Андрей Игнатенко, Владимир Вышегородцев (в титрах В. Вышегородский);
- Звукооператор — Владимир Кутузов

## О мультфильме
ЧТО такое «СТЕРЕОТИПЫ»? Это первый советско-американский мультфильм. Впервые фильм создается полностью на паритетных началах: сценарий пишут русский и американец, эскизы делают русский и американский художники, за кадром звучат песни на двух языках. У фильма два продюсера: с советской стороны в этой роли впервые выступил Советский фонд мира, а с американской — компания «Лориен продакшнз» из Калифорнии. Впервые киностудия «Союзмультфильм», выполняя заказ Советского комитета защиты мира, напрямую сотрудничает с американской фирмой, минуя «Совинфильм». Результаты такого сотрудничества налицо: в феврале этого года в Вашингтоне Генрих Боровик подписал предварительное соглашение с Лориен Тауэре, президентом компании «Лориен продакшнз», а в апреле в Москву уже прилетели американцы. Три недели они работали вместе с нами на студии «Союзмультфильм». (Мы — это режиссёр Ефим Гамбург, художник Игорь Макаров, певец Александр Градский, композитор Павел Овсянников, оператор Александр Чеховский, ассистент режиссёра Наталья Озерская и сценарист — автор этих строк.)— Рита Аграчева

Будучи парторгом «Союзмультфильма», выполнял и социальные заказы — «оживлял» детские рисунки («Край, в котором ты живёшь», 1972), сотрудничал с анимационными студиями социалистических стран («Песня о дружбе», 1973), создал первый советско-американский фильм («Стереотипы», 1989).— 